# Margaret W. Rossiter
Margaret W. Rossiter (julio de 1944-8 de julio de 1944) es una historiadora estadounidense de la ciencia y profesora Marie Underhill Noll de Historia de la Ciencia en la Universidad de Cornell. Rossiter acuñó el término efecto Matilda para la supresión sistemática de información sobre mujeres en la historia de la ciencia y la negación de la contribución de las mujeres científicas en la investigación, cuyo trabajo a menudo se atribuye a sus colegas masculinos.

## Biografía y educación
Margaret Rossiter y su hermano mellizo Charles nacieron en una familia militar al final de la Segunda Guerra Mundial. La familia finalmente se estableció en Massachusetts cerca de Boston, primero en Malden y luego en Melrose. Rossiter descubrió por primera vez la historia de la ciencia cuando era estudiante de secundaria, cuando dice que estaba más interesada en las historias de los científicos que en los experimentos reales porque "en las secciones de laboratorio rara vez podíamos conseguir que los experimentos reales salieran 'bien'". Finalmente, Rossiter se convirtió en una becaria al mérito nacional y en 1962 fue a Radcliffe para estudiar Matemáticas. En cambio, cambió su especialización a la química y luego a la historia de la ciencia, y finalmente se graduó en 1966. Mientras estudiaba en Radcliffe, desarrolló un interés en la historia de la ciencia estadounidense, un campo que apenas comenzaba a explorarse.
Después de graduarse de Radcliffe, Rossiter pasó el verano trabajando para el Smithsonian antes de realizar una maestría en la Universidad de Wisconsin-Madison. Luego pasó al departamento de historia de la ciencia en Yale, donde continuó su interés por la historia científica estadounidense y obtuvo una segunda maestría en filosofía. Completó su doctorado en Yale en 1971, trabajando en temas de ciencias agrícolas y científicos estadounidenses en Alemania.

## Surgimiento de la ciencia agrícola
Rossiter publicó The Emergence of Agricultural Science, Justus Liebig and the Americans 1840-1880, con Yale University Press en 1975. Varios revisores hicieron comentarios: El texto se limita a minibiografías de Eben Horsford, John Pitkin Norton y Samuel William Johnson y carece de estudios sobre el impacto económico y de regiones más allá de los estados de Nueva York, Connecticut y Massachusetts, en particular del Sur. Muestra "énfasis estructural en la influencia de Liebig. «No hace justicia al desarrollo de Johnson de las características físicas de los suelos y la fisiología de las plantas». «Una adición muy sustancial a nuestro conocimiento de las ciencias en Estados Unidos», pero «nos recuerda cuánto necesitamos estudios paralelos de esta sofisticación para las ciencias de las plantas».  «Un trabajo elegante y erudito que satisface sin saciar». Exhibe «pellizcos de un centavo en Harvard y una filantropía espectacular en Yale». Carece de «análisis social de quién impulsaba la reforma agraria» y omite la cobertura de los cambios sociales del período. «La omisión de todos, excepto una referencia pasajera a Evan Pugh, parece extraña. . . Fue al menos tan importante como Horsford y más exitoso».

## Contribuciones académicas y profesionales
Mientras estudiaba en Yale, Rossiter preguntó una vez en la reunión informal semanal de profesores y estudiantes de sus departamentos, "¿alguna vez hubo mujeres científicas?", y recibió la respuesta "autoritaria": "no, no había ninguna, esas mujeres que pudieran ser consideradas estaban trabajando para un científico masculino". Al graduarse, recibió una beca en el Centro Charles Warren de Estudios de Historia Estadounidense de Harvard.
Durante su beca en el Centro Charles Warren, Rossiter comenzó a centrarse en la historia de la mujer en la ciencia estadounidense. Descubrió cientos de estas mujeres cuando, en preparación para un estudio postdoctoral de la ciencia estadounidense del siglo XX, profundizó en la obra de referencia American Men of Science (ahora llamada American Men and Women of Science ). Escondidas en su interior estaban las biografías de 500 mujeres científicas. Este descubrimiento estimuló su charla de beca del Charles Warren Center, Mujeres científicas en Estados Unidos antes de 1920, que publicó en la revista American Scientist después de que fuera rechazada por Science y Scientific American. El éxito del artículo la llevó a continuar su investigación en el área, a pesar de la tibia recepción tanto de la comunidad científica como de la histórica. Tomó un puesto de profesora visitante en UC Berkeley, donde preparó su tesis para su publicación, y luego centró su atención en un nuevo libro sobre mujeres científicas. A pesar de que algunas científicas le dijeron que "no había nada que estudiar", Rossiter encontró una gran cantidad de información. Esta abundancia de fuentes permitió que sus planes para un solo libro se convirtieran en un proyecto de tres volúmenes. En ese momento, Rossiter todavía no había podido conseguir un puesto permanente y trabajaba principalmente con subsidios. En 1981 recibió la Beca Guggenheim que le permitió continuar con su trabajo. Publicó su primer volumen, Mujeres científicas en Estados Unidos, luchas y estrategias hasta 1940, con Johns Hopkins University Press en 1982. El libro fue bien recibido, incluidas críticas positivas en The New York Times, Nature y Science.
Después de la publicación del primer volumen, se le pidió a Rossiter que dirigiera el programa de la NSF sobre Historia y Filosofía de la Ciencia, mientras que su director se tomó un año de licencia durante 1982-1983. En 1983-1984 fue profesora visitante en Harvard, donde continuó trabajando en su segundo volumen. Aún incapaz de encontrar un puesto permanente, aplicó al programa de Cátedras Visitantes para Mujeres de la NSF y recibió un nombramiento de un año en Cornell, que extendió a dos años (1986-1988). Cornell acordó mantenerla por otros tres años, pero su financiamiento se dividió entre tres departamentos, incluidos estudios de la mujer, agricultura e historia. En muchos sentidos, en esta etapa de su carrera se sentía como algunas de las mujeres sobre las que escribió, diciendo: "Creo que soy como un récord de 78 [rpm] en un mundo de 33".
Mientras aún estaba en Cornell, en 1989, se convirtió en miembro de MacArthur Fellow. Sin embargo, a pesar de la gran presión del público y de la facultad, la universidad se negó a contratarla, afirmando que no se le podía dar una cita porque no estaba en ningún departamento. No fue hasta que recibió una oferta de un puesto permanente con un presupuesto de investigación sustancial de la Universidad de Georgia que la administración de Cornell decidió retenerla, creando una cátedra dotada para ella al mismo tiempo que se creó un nuevo Departamento de Estudios de Ciencia y Tecnología, que incluía el programa de Historia y Filosofía de la Ciencia y la Tecnología que la acogió.
Segura en Cornell, Rossiter pudo completar la investigación para su segundo volumen, Women Scientists in America: Before Affirmative Action, 1940-1972 [Mujeres científicas en Estados Unidos: antes de la acción afirmativa, 1940-1972]. Fue publicado a través de Johns Hopkins en 1995. Este segundo volumen examina las barreras a la participación plena de las mujeres como científicas activas desde la Segunda Guerra Mundial hasta 1972. Una de esas barreras fueron las reglas contra el nepotismo en muchos colegios y universidades. Estos prohibían a hombres y mujeres casados ocupar puestos permanentes. Rossiter cita muchos ejemplos, pero un caso particularmente llamativo fue el de la matemática Josephine Mitchell. Cuando Mitchell era profesora asociada titular en la Universidad de Illinois en la década de 1950, se casó con un miembro no titular del departamento de matemáticas. Como resultado, se le pidió que dejara su puesto, aunque su nuevo esposo retuvo el suyo. El segundo volumen también fue bien recibido, ganando el Premio Historia de la Mujer en la Ciencia y el Premio Pfizer. El Premio Historia de la Mujer en la Ciencia recibió posteriormente el nombre de Rossiter. 
En 1994 asumió la dirección editorial de Isis, la revista oficial de la Sociedad de Historia de la Ciencia, el cual Rossiter continuó hasta 2003. También continuó impartiendo cursos sobre agricultura, mujeres en la ciencia e historia de la ciencia en Cornell hasta su jubilación en 2017. Luego se convirtió en profesora emérita de historia de la ciencia Marie Underhill Noll y profesora de la escuela de posgrado. Rossiter completó su trilogía sobre Mujeres científicas en Estados Unidos con la publicación, en 2012, de Mujeres científicas en American Volume 3: Forging a New World Since 1972. Este último volumen describe a decenas de mujeres que se convirtieron en defensoras del avance de las mujeres en la ciencia después de la aprobación de la Ley de Igualdad de Oportunidades en el Empleo de 1972, que lleva hasta el presente la historia de Women in American Science. El trabajo de Rossiter ha sido especialmente significativo como marco para que otros académicos se basen en él. Esto no se restringió al mundo de habla inglesa: Carmen Magallón reconoce que fue el trabajo de Margaret Rossiter lo que la inspiró a investigar la experiencia de las mujeres españolas pioneras en las ciencias.
A principios de la década de 1980, Margaret Rossiter ofreció dos conceptos para comprender la masa de estadísticas sobre las mujeres en la ciencia y las desventajas que seguían sufriendo las mujeres. Al primero lo llamó segregación jerárquica, el conocido fenómeno de que a medida que uno asciende en la escalera del poder y el prestigio se ven menos rostros femeninos. Esta noción es quizás más útil que la del techo de cristal, la supuesta barrera invisible que evita que las mujeres asciendan a la cima porque la noción de disparidades jerárquicas llama la atención sobre las múltiples etapas en las que las mujeres caen cuando intentan subir escaleras  académicas o industriales. El segundo concepto que Rossiter ofreció fue "segregación territorial", cómo las mujeres se agrupan en disciplinas científicas. El ejemplo más llamativo de territorialidad ocupacional solía ser que las mujeres se quedaban en casa y los hombres salían a trabajar.

## Premios
- 1961 National Merit Scholarship Program
- 1981 Guggenheim Fellowship
- 1989 MacArthur Fellows Program
- 1997 Margaret W. Rossiter History of Women in Science Prize[15]

## Publicaciones
- 1975: The Emergence of Agricultural Science : Justus Liebig and the Americans, 1840-1880. New Haven: Yale University Press. 1975. ISBN 978-0-300-01721-2.
- 1982: Women Scientists in America: Before Affirmative Action, 1940-1972 2. Baltimore: Johns Hopkins University Press. 1982. ISBN 978-0801857119.
- 1984: Women scientists in America : struggles and strategies to 1940 1. Baltimore, Md.: Johns Hopkins University Press. 1984. ISBN 978-0801825095.
- 1985: (editor with Sally Gregory Kohlstedt) Historical Writing on American Science. Department of History and Sociology of Science, University of Pennsylvania. 1985. ISBN 9780934235037.Department of History and Sociology of Science, University of Pennsylvania. ISBN 9780934235037.
- 1992: "Philanthropy, Structure and Personality", in Elliott, Clark A.; Rossiter, Margaret W., eds. (1992). Science at Harvard University : historical perspectives. Bethlehem: Lehigh University Press. ISBN 9780934223126.
- 1993: The Matthew Matilda Effect in Science. in: Social Studies of Science. Sage Publ., London 23.1993, S. 325-341. ISSN 0306-3127
- 1999: Catching Up with the Vision: Essays on the Occasion of the 75th Anniversary of the Founding of the History of Science Society. University of Chicago Press for the History of Science Society.
- 2002: "Writing Women into Science", in Monroe, Jonathan (2002). Writing and revising the disciplines. Ithaca: Cornell University Press. ISBN 978-0-8014-8751-4. (requiere registro).
- 2012: Women Scientists in America: Forging a New World since 1972 3. Baltimore: Johns Hopkins University Press. 21 de febrero de 2012. ISBN 9781421403632.